# Громогласова, Лидия Афанасьевна
Лидия Афанасьевна Громогласова (род. 3 марта 1957, Колывань) — экс-глава Бийска (июнь-октябрь 2006, с 2011-2017 год).

## Биография
Родилась в селе Колывань, Курьинского района Алтайского края. В 1979 году окончила экономический факультет Новосибирского сельскохозяйственного института по специальности «Экономист по бухгалтерскому учету», с отличием.
В 1979—1991 годах жила в Белоруссии и Москве по месту прохождения службы мужа. Работала главным бухгалтером отдела культуры Бобруйского горисполкома, инструктором по работе среди семей военнослужащих.
В 1991 году семья переехала по распределению в Бийск. Лидия Громогласова в 1992—2004 годаx работала в финансовых органах города. Прошла путь от экономиста до заместителя начальника финансового управления администрации, возглавляла комитет по управлению муниципальным имуществом Бийска.
В апреле 2004 года назначена первым заместителем главы города. С июня по ноябрь 2006 года исполняла обязанности главы города. В марте 2008 года избрана депутатом и председателем думы города Бийска V созыва.
В июле 2011 года была избрана главой города.